# Phytomyza conyzae
Phytomyza conyzae är en tvåvingeart som beskrevs av Friedrich Georg Hendel 1920. Phytomyza conyzae ingår i släktet Phytomyza och familjen minerarflugor. Arten är reproducerande i Sverige. Inga underarter finns listade i Catalogue of Life.